# Villacarrillo
Villacarrillo es un municipio y localidad española de la provincia de Jaén, en la comunidad autónoma de Andalucía. Situado en la parte suroccidental de la comarca de Las Villas, limita con los municipios de Santisteban del Puerto, Iznatoraf, Villanueva del Arzobispo, Santiago-Pontones, Santo Tomé, Úbeda (por el enclave conocido como Rincón de Úbeda) y Sabiote. Cuenta con una población de 10 320 habitantes (INE 2024).
El municipio villacarrillense comprende los núcleos de población de Villacarrillo —que ostenta la capitalidad de la comarca de Las Villas—, Mogón, La Caleruela, Agrupación de Mogón y Arroturas.

## Toponimia
Su nombre primigenio fue el de "Aldea o Torre de Mingo Priego"; el actual nombre lo debe al religioso Alonso Carrillo (1410-1482), que fue nombrado Arzobispo de Toledo en 1445 y le otorgó categoría de villa en una cédula fundacional fechada el día primero de septiembre de 1449, confirmada posteriormente por el rey Juan II de Castilla el día primero de enero del siguiente año 1450 y por los Reyes Católicos el 25 de enero de 1498, separándose así Torremingo de la antigua villa de Iznatoraf —entonces cabeza jurisdiccional de la comarca— la entonces Aldea de Mingo Priego.

## Historia
A pesar de la ausencia de investigaciones arqueológicas que determinen científicamente el alcance de la antigüedad de la ocupación humana, la riqueza arqueológica, tanto en el número de asentamientos como en la envergadura y calidad de los restos encontrados, permiten remontar la historia de Villacarrillo bastantes siglos atrás. Así, han aparecido numerosos instrumentos líticos, como hachas neolíticas, calcolíticas y lápidas funerarias de diferentes épocas históricas.
Los asentamientos íberos y romanos en esta población alcanzaron un alto grado, como demuestran objetos tales como el Tesoro de Mogón —repleto de monedas romanas y joyas de plata—, la pátera de plata con la cabeza de Medusa del siglo II a. C., la estatua del dios Mercurio —en bronce dorado—, la Esfinge alada —de origen fenicio—, o el mosaico romano de Teatino.
Villacarrillo tiene su origen en época musulmana como fortaleza que defendía a Iznatoraf. Tras la reconquista de ésta por las tropas de Fernando III el Santo en 1226, se inicia la evolución de esta aldea a villa. Conocida en un primer momento como Torre de Mingo Priego, el rey la donó al Adelantamiento de Cazorla, del que dependió jurídicamente, aunque en lo eclesiástico perteneció al Obispado de Jaén. En 1450, a petición de Alonso Carrillo de Acuña, el monarca Juan II confirmó el privilegio de villazgo concedido por el arzobispo de Toledo, confirmado posteriormente por los Reyes Católicos en 1498. La nueva villa pasó a denominarse Villacarrillo, adoptando para su nueva denominación el apellido del arzobispo toledano.
Durante los siglos XVI, XVII y XVIII se produjo la consolidación y expansión de su población, que se traduce en su actual casco urbano en calles de trazado regular y grandes casas solariegas. Durante el siglo XIX y principios del XX gozó de un importante auge, como reflejan las edificaciones historicistas y modernistas que salpican sus calles.
En mayo de 1877, y por real decreto, el rey Alfonso XII le otorgó el título de ciudad.

## Demografía
Cuenta con una población de 10 320 habitantes (INE 2024).
| Gráfica de evolución demográfica de Villacarrillo entre 1842 y 2021                                                   |
| |
| Población de derecho según los censos de población del INE. Población de hecho según los censos de población del INE. |

Durante la primera mitad del siglo XX, la población de Villacarrillo fue en ascenso, exceptuando los años de la guerra civil, desde los casi 10 000 habitantes en 1900 hasta los 20 000 en 1950. Desde entonces, al igual que la mayoría de municipios de la provincia de Jaén, sufrió un pronunciado descenso hasta estabilizarse en torno a los 11 000 habitantes en las últimas décadas.
| Año  | Mujeres | Hombres | Total  |
| ---- | ------- | ------- | ------ |
| 2019 | 5335    | 5391    | 10 726 |
| 2010 | 5584    | 5694    | 11 278 |
| 1996 | 5574    | 5533    | 11 107 |

| Año  | Mogón | Agrupación de Mogón | La Caleruela | Arroturas |
| ---- | ----- | ------------------- | ------------ | --------- |
| 2019 | 880   | 150                 | 160          | 44        |
| 2018 | 895   | 147                 | 168          | 45        |
| 2017 | 896   | 153                 | 175          | 48        |

## Organización político-administrativa

### Elecciones municipales
| Elecciones municipales desde 1979                      |      |      |      |      |      |      |      |      |      |      |      |      |
|                                                        | 1979 | 1983 | 1987 | 1991 | 1995 | 1999 | 2003 | 2007 | 2011 | 2015 | 2019 | 2023 |
| AP/PP                                                  | -    | 6    | 4    | 3    | 2    | 3    | 4    | 5    | 7    | 8    | 12   | 11   |
| PSOE                                                   | 6    | 10   | 6    | 8    | 7    | 8    | 8    | 9    | 7    | 7    | 5    | 5    |
| Vox                                                    | -    | -    | -    | -    | -    | -    | -    | -    | -    | -    | -    | 1    |
| PCE/IU                                                 | 3    | 1    | 1    | 1    | 1    | 1    | 2    | 1    | 1    | -    | 0    | -    |
| FADI                                                   | -    | -    | -    | -    | 7    | 5    | 3    | 2    | 0    | 1    | -    | -    |
| PLCV                                                   | -    | -    | -    | -    | -    | -    | -    | -    | 2    | 1    | 0    | -    |
| CIV                                                    | -    | -    | 6    | -    | -    | -    | -    | -    | -    | -    | -    | -    |
| UCD                                                    | 5    | -    | -    | -    | -    | -    | -    | -    | -    | -    | -    | -    |
| PA                                                     | -    | -    | -    | -    | -    | -    | 0    | -    | -    | -    | -    | -    |
| SI                                                     | -    | -    | -    | 5    | -    | -    | -    | -    | -    | -    | -    | -    |
| AE                                                     | 3    | -    | -    | -    | -    | -    | -    | -    | -    | -    | -    | -    |
| En negrita el partido más votado                       |      |      |      |      |      |      |      |      |      |      |      |      |
| Fuente: Datos de las elecciones municipales desde 1979 |      |      |      |      |      |      |      |      |      |      |      |      |

### Alcaldía
| Periodo   | Nombre                                                                     | Partido |
| --------- | -------------------------------------------------------------------------- | ------- |
| 1979-1983 | Eduardo Claverías Marín                                                    | PSOE    |
| 1983-1987 | Manuel Sánchez Monereo                                                     | PSOE    |
| 1987-1991 | Eduardo Claverías Marín                                                    | CIV     |
| 1991-1995 | Alfonso C. Herreros Vela                                                   | PSOE    |
| 1995-1999 | Juan Jiménez Requena                                                       | FADI    |
| 1999-2003 | María Teresa Vega Valdivia                                                 | PSOE    |
| 2003-2007 | María Teresa Vega Valdivia                                                 | PSOE    |
| 2007-2011 | María Teresa Vega Valdivia (2007-2008) Francisco Montañez Soto (2008-2011) | PSOE    |
| 2011-2015 | Julián Gilabert Parral                                                     | PP      |
| 2015-2019 | Francisco Miralles Jiménez                                                 | PP      |
| 2019-2023 | Francisco Miralles Jiménez                                                 | PP      |
| 2023-act. | Francisco Miralles Jiménez                                                 | PP      |

## Geografía
Integrado en la comarca de Las Villas, se sitúa a 88 km de la capital provincial. El término municipal está atravesado por la autovía A-32 y por la carretera nacional N-322, alternativa convencional a la anterior, además de por carreteras locales que permiten la comunicación con Santisteban del Puerto y Santo Tomé.
Villacarrillo, situado en el centro-este de la provincia, tiene una extensión de 242,8 km², con dos zonas orográficas bien diferenciadas. Por un lado la Campiña, que da nombre a los habitantes del núcleo urbano “Campiñeses”, y que se extiende por el extremo oriental de La Loma, ocupando la mayor parte del término. Por otro lado la zona de la Sierra de las Cuatro Villas, y que forma parte del conjunto orográfico del Parque Natural Sierra de Cazorla, Segura y las Villas. Cuenta con una población de 11 357 habitantes (INE 2011). El núcleo de Villacarrillo ostenta la capitalidad de la comarca de Las Villas.[cita requerida]
Limita con los municipios de Santisteban del Puerto, Iznatoraf, Villanueva del Arzobispo, Santiago-Pontones, Santo Tomé, Úbeda (por el enclave conocido como Rincón de Úbeda), y Sabiote.
| Noroeste: Santisteban del Puerto       | Norte: Iznatoraf y Villanueva del Arzobispo | Noreste: Iznatoraf (exclave) y Santiago-Pontones |
| Oeste: Sabiote y Úbeda (exclave)       | Puntos cardinales                           | Este: Santiago-Pontones                          |
| Suroeste: Úbeda (exclave) y Santo Tomé | Sur: Santo Tomé                             | Sureste: Santo Tomé y Santiago-Pontones          |

El término municipal tiene una extensión total, entre zona de montaña y de campiña, de 235 km². Los ríos Guadalquivir, Guadalimar y Aguascebas, surcan su territorio que limita con los términos municipales de Iznatoraf, Santiago-Pontones, Santo Tomé, Sabiote y Santisteban del Puerto.
La altitud oscila entre los 1830 m (Alto de la Blanquilla), en el límite con Santiago-Pontones, en plena sierra de Cazorla, y los 400 m a orillas del río Guadalquivir. Otras elevaciones importantes que forman parte de la sierra de Cazorla son el Alto de la Peña Rubia (1580 m) o el Collado del Pocico (1355 m). El pueblo se alza a 794 m sobre el nivel del mar.

### Organización territorial
El municipio cuenta con las pedanías de: Mogón, Agrupación de Mogón, La Caleruela, Arroturas, Puente de Cerromolinos, Herrera y La Sierra de las Villas.

### Hidrografía
Los cursos de agua que pasan o están dentro del término municipal por orden de importancia, son: río Guadalquivir, río Guadalimar, arroyo de las Aguascebas Grande, arroyo de las Aguascebas Chico y arroyo de las Pozas.
El río Guadalquivir entra en el término municipal haciendo de límite con Iznatoraf y lo atraviesa por el sur del territorio hasta el límite con Santo Tomé. El río Guadalimar hace de límite por el norte con Santisteban del Puerto.
En cuanto a los embalses cabe destacar el embalse de Aguascebas situado al sureste del término con una capacidad de 4,2 hm³ y una presa de gravedad de planta curva y de 57 m de altura.

### Clima
El clima es mediterráneo de matiz continental, con inviernos suaves y veranos muy calurosos. Los vientos que más reinan son el sursudoeste, precursores casi siempre de lluvias, y alguna vez el oeste, que también las produce: los del norte no son tan frecuentes, por fortuna, pues siempre son mirados como calamitosos, porque constantemente dañan los árboles y sementeras. Los del este, menos frecuentes, solo son perjudiciales cuando se presentan durante la grana de los cereales, porque los arrebata con su excesivo calor. La temperatura es desigual y muy variable, siendo muy pocas las veces que se sostiene en el extremo de alta o baja; es notoriamente más benigna en el invierno y más calurosa en el verano, en la zona colocada a la derecha del Guadalquivir; en esta rara vez cuaja la nieve y mucho más rara se conserva por más de un día en algunas de sus cumbres, al paso que en la opuesta y más meridional, permanece algunas veces tres, cuatro y más días, especialmente en Iznatoraf. En las cumbres de los montes Tugienses o de las Villas se conserva uno, dos o más meses. Los inviernos son, por punto general, abundantes de lluvias, nieblas y nieves, y es frecuente el que aquellas impidan las labores del campo y toda clase de tráfico, por cuarenta y cinco y más días.

## Geología
Desde el punto de vista tectónico se pueden diferenciar tres unidades dentro del término municipal. Bajo todas ellas se encuentra el zócalo paleozoico que aflora en la Meseta. Este zócalo fue plegado durante la orogenia Herciniana y posteriormente sometido a fuerte erosión.
1. Cobertura o región tabular desde la margen derecha del Guadalquivir hasta el límite con el río Guadalimar. Areniscas, arcillas, margas y lignitos del Triásico, y calizas dolomías y arcillas del Jurásico en el cauce del Guadalimar, calizas y magmas del Neoceno en la Loma de Úbeda, prácticamente horizontal, en dirección N.E.-S.O., y apoyando directamente sobre el paleozoico de la Meseta.
2. Neógeno (depresión del Guadalquivir). Calizas y margas del Neógeno y depósitos aluviales del Cuaternario, como continuación la región tabular.
3. Zona Prebética (Sierra de Cazorla). Calizas dolomías, arcillas, margocalizas y calizas nodulosas del Jurásico, con una región plegada con amplios anticlinales y sinclinales, afectados por fallas normales.

## Economía
La economía de Villacarrillo está basada casi en exclusiva en el cultivo de la aceituna. Hasta los años setenta del siglo XX el cultivo de las olivas, era importante pero se alternaba con otros como el cereal o la vid, pero a partir de entonces un mar de olivos ha inundado la loma de Úbeda. Villacarrillo posee la fábrica de mayor capacidad diaria de molturación de aceituna y por consiguiente de producción de aceite de oliva del mundo, perteneciendo a la denominación de origen más grande de Europa: "Campiñas de Jaén".

### Agricultura
La mayor parte del término de Villacarrillo está dedicado al monocultivo del olivar, siendo actualmente el principal productor de la provincia, muy por encima de Martos. La Cooperativa Agraria Nuestra Señora del Pilar de Villacarrillo, con unas dimensiones faraónicas, es indiscutiblemente la más grande de todas las que existen, y ostenta el honor de ser la que más kilos de aceituna moltura del mundo. Pequeñas parcelas próximas al núcleo urbano cultivan el cereal, si bien tienden a desaparecer en favor del olivar. También existen áreas aisladas de monte bajo y matorral, que en su mayor parte son zonas testigo de antiguo monte. En la zona de la sierra, es donde, por condicionamiento geográfico, el olivar pierde la primacía en favor de las coníferas, que alcanzan gran extensión y suponen una suculenta riqueza maderera y de pastos. En las riberas de los ríos, se dan algunos cultivos de huerta, generalmente para autoabastecimiento de la población.

### Evolución de la deuda viva municipal
El concepto de deuda viva contempla sólo las deudas con cajas y bancos relativas a créditos financieros, valores de renta fija y préstamos o créditos transferidos a terceros, excluyéndose, por tanto, la deuda comercial.
| Gráfica de evolución de la deuda viva del Ayuntamiento de Villacarrillo entre 2008 y 2024                |
| |
| Deuda viva del Ayuntamiento de Villacarrillo, en miles de euros, según datos del Ministerio de Hacienda. |

## Servicios públicos
Entre los centros escolares podemos destacar:
Guarderías
- Mercedarias del Santísimo Sacramento

También existen guarderías temporeras que funcionan durante la época de la recolección de la aceituna existen guarderías en Villacarrillo, Mogón, Agrupación de Mogón y La Caleruela
Centros de enseñanza primaria
- Virgen del Rosario
- Pintor Cristóbal Ruiz
- Sagrada Familia(Concertado)
- Hermanas Mercedarias (Concertado)
- Camilo José Cela
- San Vicente Mártir

Centros de enseñanza secundaria
- Sierra de las Villas

Centros de adultos
- Torre de Mingo Priego

Escuela Oficial de Idiomas de Villacarrillo

## Cultura

### Patrimonio

#### Iglesia parroquial de Nuestra Señora de la Asunción

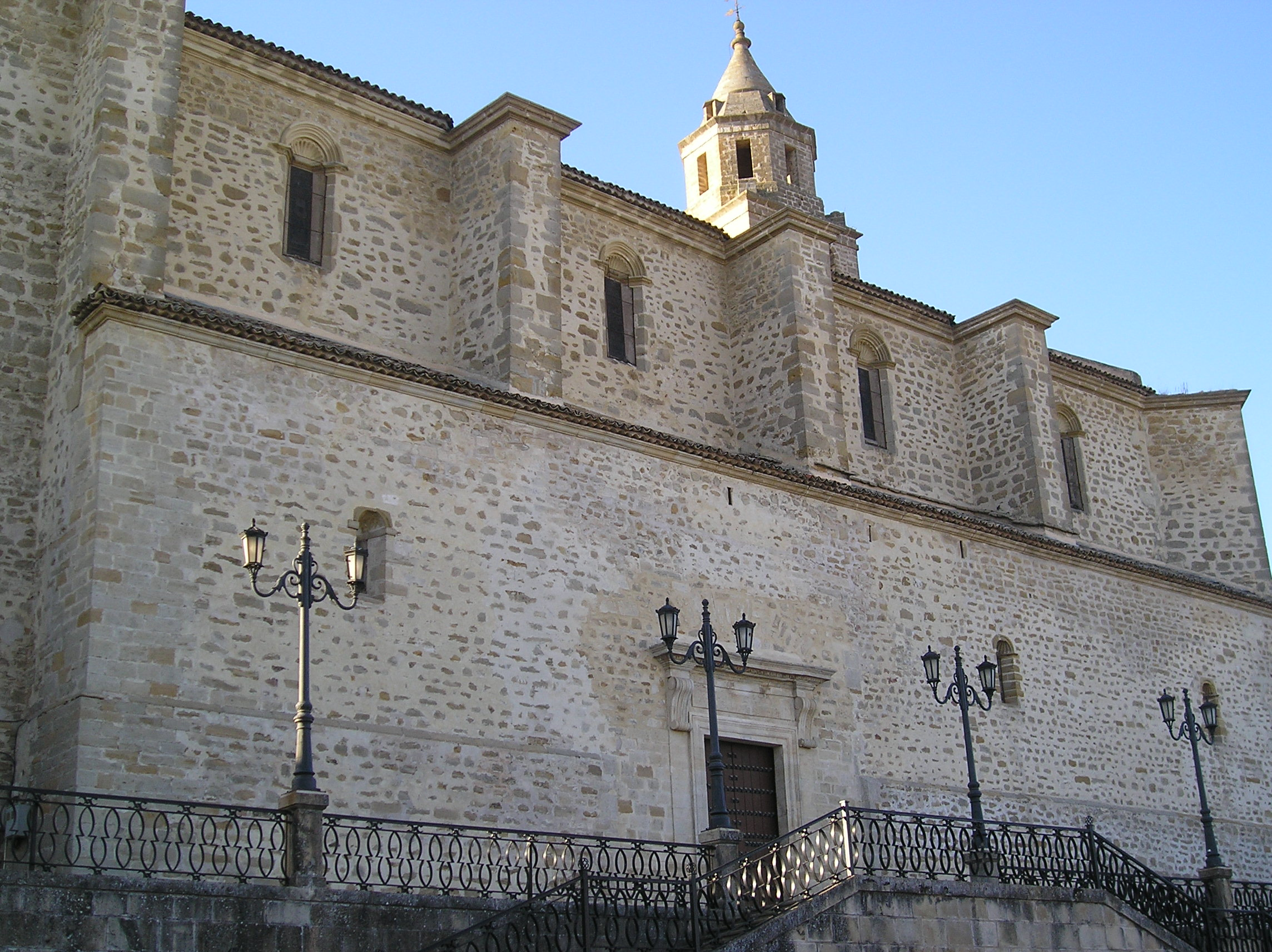
Iglesia de Nuestra Señora de la Asunción

La iglesia parroquial de Nuestra Señora de la Asunción es un edificio de arquitectura griega, en el que coexisten las últimas formas del gótico y las primeras manifestaciones del Renacimiento. Fue construida por el arquitecto y escultor Andrés de Vandelvira (Alcaraz, 1509-1575), que casó con la vecina de esta ciudad Luisa de Luna.
Las obras de construcción se inician hacia el año 1540, asentándose el proyecto vandelviriano sobre el primitivo castillo de Mingo Priego. Una vez terminado el templo se construye la sacristía, sobre lo que hasta entonces había sido parroquia de Santa María del Castillo.
La Puerta de Sol y la Puerta de la Umbría constituyen los accesos principales al templo. La primera, tiene en su parte superior una balconada corredor, con tres arcos rebajados y un bello antepecho calado, donde descansan cuatro columnas, dos aisladas y dos adosadas a los muros laterales. La Puerta de la Umbría es de una gran sobriedad, está dividida en dos planos, uno superior con cinco estribos y entre ellos cuatro ventanales con vidrieras.
Las obras del templo de Vandelvira, finalizaron sobre el año 1653, después de transcurridos algo más de cien años de trabajos ininterrumpidos.
La sacristía, situada perpendicular al templo, presenta una planta rectangular dividida en tres tramos cubiertos con bóvedas baídas y decoración manierista.
En el lado derecho del pórtico principal (Puerta del Sol) se encuentra la torre ideada por Vandelvira; es cuadrangular, rematada por un cuerpo de seis campanas, coronada por un octógono regular y cono pétreo. Su altura es de 56 metros. La subida de escaleras es de forma helicoidal. De relevancia era la gran campana de San José cuya fundición se produjo en 2001.
La finalización de este templo se realiza bien entrado el siglo XVII. Destacan entre sus bienes muebles una colección de platería entre la que se encuentran dos custodias del siglo XVI, una cruz parroquial y otros objetos litúrgicos que se exhiben en el museo parroquial.
Está declarada monumento de interés histórico-artístico por Real Decreto de 31 de agosto de 1939.
Es conocida como la catedral de la Loma.

#### Iglesia de Santa Isabel de los Ángeles
Tiene su origen en la capilla de un convento de s. XIII, la cual fue remodelada en el siglo XVI por parte del cardenal Moscoso. A esta iglesia se accede en la calle Ramón y Cajal por una portada del siglo XVII presidida por Santa Clara (debido a la orden de clarisas que habitó el convento), el interior es de una sola nave con una bóveda de media naranja central con frescos del cronista villacarrillense Fernando Alonso Escudero de la Torre (1680). A los pies de la nave se encuentra el coro, que alberga un órgano del siglo XVIII, debajo del mismo, se encuentra un cuadro de la pasión de Cristo del s. XVI-XVII el cual era utilizado por las monjas para autoflagelarse. Junto al cuadro, hay un retablo barroco con un lienzo de la transfiguración de la virgen, coronado, a su vez por otro de San Ignacio de Loyola (ambos s. XVII). Junto a este y, antes de llegar al altar, se encuentran otros dos retablos neogoticos del siglo XIX. El retablo mayor es barroco de los siglos XVII-XVIII coronado por un cuadro de Santa Isabel de Hungría y presidido por la imagen de Nuestro Padre Jesús Caído. Junto al retablo mayor se encuentra una imagen de la Virgen del Carmen (siglo XVII) único vestigio de su ermita, destruida durante la guerra de la Independencia, frente a ella, un lienzo de la Inmaculada Concepción del siglo XVIII atribuido a Pedro Atanasio de Bocanegra. Desde esta Iglesia procesiona en el Miércoles Santo el grupo escultórico de la oración en el huerto y el Viernes Santo, el paso de Jesús Caído. En ella ocurrió la leyenda de Sor Inés de San Luis.

#### Palacio del Cardenal Benavides
Fue construido en el siglo XIX y vivió el cardenal Francisco de Paula y Benavides. Su fachada se estructura en dos cuerpos decorados con motivos florales y humanos, hoy alberga la biblioteca municipal.

#### Palacio de los Millán Valderrama
Su construcción se aproxima al siglo XVI y fue residencia de Andrés de Vandelvira alberga joyas tales como tapices de los siglos XVI-XVII-XVIII.

#### Palacio del poeta Pastor
Se trata de un edificio perteneciente al más puro clasicismo, posiblemente se comenzaría a construir en el s. XIX. En él vivió Matias Pastor, un destacado poeta.

#### Plaza de España
Es uno de los rincones más enigmáticos de Villacarrillo, en este lugar, según la leyenda paró a descansar San Juan de la Cruz, junto a esta plaza se encuentra el palacete del comendador y el Palacio de Marcos de Pellón y Crespo, Parte de ambos están habilitados y albergan a la comunidad de mercedarias de santismo sacramento.

#### Casa de los Pellones
Palacio construido en el siglo XIX, hoy alberga la casa de la juventud.

#### Antiguos juzgados
Palacio construido en el siglo XIX, fue sede de los juzgados antes de que pasaran a su actual ubicación en la calle Ministro Benavides.

#### Casa de los Régil
Caserón del s. XVI que conserva su fachada original.

#### Casa de los Rodero
Palacete con fachada de los siglos XVI-XVII con el interior totalmente renovado en el siglo XIX.

#### Camarín del Stmo. Cristo de la Salud
Capilla que alberga a este cristo que tiene gran fervor y que está atribuido a Francisco de Ocampo (siglo XVII).

### Patrimonio inmaterial
Corpus Christi de Villacarrillo: Una de las festividades con más tradición en Villacarrillo es la del Corpus Christi, en la que, además de realizar procesiones, se suelen adornar las calles y balcones con plantas, pinturas, telas y murales relativos a esta fiesta católica. El Corpus Christi de Villacarrillo, con fama a nivel mundial[cita requerida], se desarrolla desde el año 1364 y es uno de los pocos que celebra la procesión, con su custodia dorada del siglo XVI y niños vestidos de primera comunión, por la tarde. Los vecinos de la localidad están durante todo el año realizando todo tipo de preparativos para esta conmemoración. Es costumbre de gran arraigo que la noche del día anterior a la procesión, así como la madrugada de este, las calles por donde desfilará la custodia se encuentren abarrotadas de gente que observa el complejo trabajo de decoración y elaboración de las calles (con sus típicas alfombras de serrín pintado, colgaduras con formas caprichosas y su impresionante e inmensa decoración floral).
Semana Santa: Villacarrillo cuenta con procesiones todos los días, excepto el sábado santo, antes de Resurrección.
La Semana Santa de Villacarrillo, al igual que la de Linares posee un cierto aire sevillano: la mayoría de sus pasos son portados por costaleros (personas encargadas de llevar la carga del paso sobre la cerviz), así como la profusión del arte barroco, que lo impregna todo.
Las bandas de cornetas y tambores que desfilan junto con las hermandades o cofradías son originarias de Villacarrillo.
San Isidro Labrador: romería que se celebra los días 14 y 15 de mayo, este último con la procesión del Santo. Durante el día 14 la gente se desplaza por un camino a un lugar alejado, rodeado de olivos, donde se encuentra la ermita de San Isidro Labrador. Aquí, en este enclave religioso que ofrece una panorámica impresionante de la Sierra de Cazorla y rodeado de un inmenso mar de olivos, la gente pernocta la noche del 14 al 15 de mayo disfrutando de la madrugada con cantes, bailes y comida típica de la zona, y siempre alrededor de una buena hoguera. En la mañana del día 15, se realiza una colorista procesión en honor de san Isidro, que va escoltado por una gran cantidad de vehículos agrícolas, carrozas, estas últimas decoradas con multitud de elementos típicos del folclore y de la zona (flores, farolillos, antiguas herramientas utilizadas para las labores del campo, platos, etc,...), caballistas y gente ataviada con trajes típicos. Posteriormente, una vez llega el Santo a su ermita, se celebra un concurso para premiar a la carroza más lograda, mientras la gente, sigue festejando este día hasta bien entrada la noche.
Feria y Fiestas en Honor a los Patronos de Villacarrillo: creada en la Edad Media, es una festividad en honor a los patronos de Villacarrillo, El Santísimo Cristo de la Vera-Cruz y Nuestra Señora del Rosario, que se celebra desde el día 9 al 16 de septiembre. La feria de Villacarrillo se podría dividir en dos partes esencialmente: los cuatro primeros días en los que se realiza el tradicional encierro de reses bravas por las calles de la ciudad, con fama a nivel nacional y, la feria propiamente dicha con el desfile procesional de los patronos de la ciudad.

### Deportes
El Villacarrillo Club de Fútbol es el club de fútbol más popular en el municipio. El club fue fundado en 2006 a raíz de la desaparición del antiguo C.D. Villacarrillo. Actualmente se encuentra en el grupo 9.º de Tercera División (Andalucía Oriental). El 6 de mayo de 2012 el Villacarrillo C.F venció al Linares Deportivo por 3-0, certificando su pase histórico a Tercera División. En la temporada 2012/2013 el Villacarrillo C.F hace un papel casi impensable en otros años y en la jornada 13 de liga de 3.ª División el Villacarrillo se consolida en la 2.ª posición de la tabla, siendo el primer año que está en la categoría nacional.

### Gastronomía
El ingrediente principal en la cocina villacarrillense es el aceite de oliva, base de la dieta mediterránea. Famosos son sus embutidos, elaborados como en antaño, tales como la célebre morcilla blanca, el ajomorcilla, los salchichones y sus excelentes chorizos. Villacarrillo, es además uno de los puntos de referencia en la provincia de Jaén por su contribución a la popular cultura de la tapa. Como platos típicos cabe destacar:
La ensalada gitana: deliciosa ensalada realizada a base de tomate, pimiento, aceite de oliva, comino y agua.
Ajoharina: guiso tradicional característico de las gentes que trabajaban en el campo. Servido directamente en la sartén, utiliza como ingredientes principales pimientos rojos, patata, pimentón, ajos, bacalao o níscalos, coliflor y harina.
La Pipirrana: especie de puré en el que se realiza un majado de tomates maduros, pimiento, yema de huevo y ajos y al que se le añade aceite de oliva y bacalao.
Espárragos en Vinagre: es un primer plato que se sirve frío y se degusta principalmente en primavera. Es el resultado de la cocción de diferentes ingredientes y especias como el pimentón, pimienta y especialmente los espárragos trigueros, abundantes en la zona.
Calandrajos: guiso a base de pequeñas tortas de harina, de 1,5 cm aproximadamente de tamaño cada una, que se cuecen junto con carnes como la liebre, el conejo o la perdiz, y condimentado con abundantes especias.
Migas: elaboradas y servidas en sartén, su ingrediente principal es la harina. Se trata de convertir una masa espesa de harina en pequeñas bolitas, desmenuzándola. Posteriormente se le añaden chorizos, panceta, pimientos y ajos fritos.
Hornazo: típico de Semana Santa, es una torta de aceite con un huevo duro en el centro.

## Hermanamiento
- Cuart de Poblet (España)[4]